# Diego Giovanni Ravelli
Diego Giovanni Ravelli (Lazzate, 1 de noviembre de 1965) es un arzobispo italiano, que ocupa el cargo de Maestro de las Ceremonias Litúrgicas Pontificias, responsable de la Capilla Musical Pontificia. y delegado pontificio para la Basílica de San Antonio de Padua.

## Biografía
Diego Giovanni nació el 1 de noviembre de 1965, en la localidad italiana de Lazzate.
Completó sus estudios eclesiásticos en el seminario episcopal de Como.
En el 2000, obtuvo un diploma en Metodología Pedagógica, en la Facultad de Ciencias de la Educación de la Universidad Pontificia Salesiana.  En 2004, obtuvo la licenciatura, y en 2010 el doctorado en Sagrada Liturgia, por el Pontificio Ateneo San Anselmo.

### Sacerdocio
Su ordenación sacerdotal fue el 15 de junio de 1991, en la Catedral de Como, a manos del obispo Alessandro Maggiolini; para la Asociación Clerical Pública de Sacerdotes de Jesús Crucificado, cuyos miembros están incardinados en la diócesis de Como.
En 1998 fue nombrado funcionario (oficial) de la Limosnería Apostólica y el 25 de septiembre del mismo año, se incardina en la diócesis de Velletri-Segni.
Trabajó al mismo tiempo para la Oficina de las Celebraciones Litúrgicas del Sumo Pontífice, como asistente de Maestro de Ceremonias; el 25 de febrero de 2006 el papa Benedicto XVI, lo nombró maestro de ceremonias papal, renovando ese nombramiento en 2011.
El 12 de octubre de 2013 pasó a ser jefe de oficina de la Limosnería Apostólica. Dirigió la lotería anual para recolectar fondos para las caridades papales y con ello destinar regalos y obsequios recibidos por el papa. Fue capellán en un centro espiritual y asistido, en una parroquia local de Roma.
El 28 de agosto de 2020 fue confirmado como ceremoniero pontificio  in aliud quinquennium.

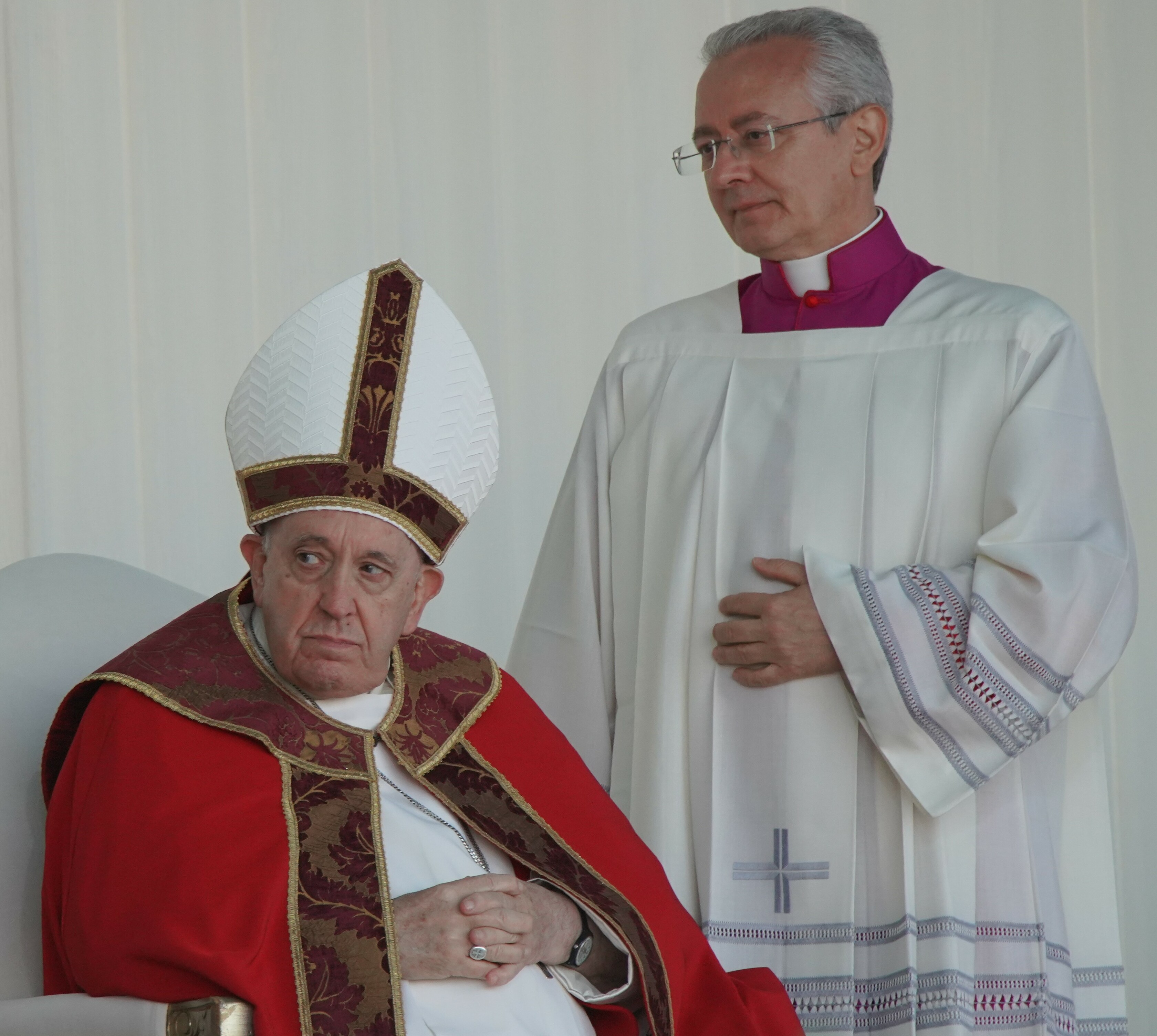
Ravelli junto al papa Francisco, durante su visita en Kazajistán.

El 11 de octubre de 2021, el papa Francisco lo nombró Maestro de las Ceremonias Litúrgicas Pontificias y responsable de la Capilla Musical Pontificia ad quinquennium.
El 11 de junio de 2022, fue nombrado consultor del Dicasterio para el Culto Divino y la Disciplina de los Sacramentos.

### Episcopado
El 21 de abril de 2023, el papa Francisco lo nombró arzobispo titular de Recanati. Fue consagrado el 3 de junio del mismo año, en la Basílica de San Pedro, a manos del cardenal Pietro Parolin.
El 27 de junio siguiente, fue nombrado delegado pontificio para la Basílica de San Antonio de Padua. Tomó posesión del cargo el 1 de agosto; el 8 de octubre siguiente hizo su entrada solemne en la Basílica del santo.
El 7 de mayo del 2025 pronunció el "Extra Omnes" que dio comienzo al cónclave del cual resultó elegido el papa León XIV.

## Obras
- "La solemnidad de la Cátedra de San Pedro en la Basílica Vaticana". Historia y forma de la Misa, CLV, 2012, ISBN  9788873671640.[3]

## Condecoraciones
El 2 de junio de 2003, recibió el título de Capellán de Su Santidad.
En diciembre de 2017, su natal Lazzate le otorgó su máximo galardón, el Pila d'Oro.